# Verdad
Verdad è un singolo del produttore discografico italiano Golden Years, pubblicato il 25 maggio 2023 come primo estratto dal primo EP Era spaziale.

## Descrizione
Il brano conta la collaborazione della cantautrice italiana Joan Thiele e della rapper italo-svizzera Ele A, che hanno anche curato i testi ed è prodotto dallo stesso Golden Years.

## Tracce
Testi di Alessandra Joan Thiele ed Eleonora Antognini, musiche di Alessandra Joan Thiele, Eleonora Antognini e Pietro Paroletti.
1. Verdad – 2:40